# Opstand in Kokowoko
Opstand in Kokowoko is het 82ste stripverhaal van Jommeke. De reeks wordt getekend door striptekenaar Jef Nys.

## Verhaal
Op een dag krijgen Jommeke en zijn vriendjes bezoek van de Kikiwikies. Deze nemen hen mee naar hun planeet. Daar worden de "aarders" hartelijk ontvangen. Maar op een nacht ontdekken ze een complot tegen de koning, waarbij het hen heel wat moeite kost om dit te kunnen verhinderen.
Uiteindelijk blijkt dit avontuur een droom geweest te zijn van Jommeke.

## Achtergronden bij het verhaal
- Eerder kwamen de Kikiwikies al voor in album 74.
- De reis naar de planeet Kikiwikie blijkt 35 jaar te duren. Jommeke en zijn vrienden worden echter ingevroren tijdens de reis en zijn daardoor niet verouderd bij hun aankomst.
- Dit album bevat een scène waarin we Marie en Theofiel als bejaard koppel zien, zich afvragend wat er gebeurd zou zijn met Jommeke, die al 35 jaar verdwenen is.